# Agrodolce (soap opera)
Agrodolce è stata una soap opera italiana andata in onda in prima visione su Raitre durante la stagione televisiva 2008-2009.
La storia, integralmente di fantasia ma dai connotati realistici secondo le intenzioni degli autori e della produzione, ruota attorno alla città immaginaria Lumera, alle 7 famiglie protagoniste (Serio, Cutò, Ruffo D'Altavilla, Granata, Martorana, Randazzo e Marin) e a numerosi personaggi secondari.
In realtà, il centro abitato di Lumera altro non è che il comune di Santa Flavia, nella fattispecie le sue frazioni marittime, tra le quali la più ripresa è Porticello.
Altre scene del serial televisivo, tra cui gli interni, sono effettuate negli studi di Termini Imerese, mentre saltuarie scene in esterna sono effettuate nei dintorni, nella costa che va da Palermo a Termini Imerese.

## Produzione
Agrodolce è stata una produzione Rai Fiction in collaborazione con Rai Educational e con la Regione Siciliana (Dipartimento per i beni culturali), realizzata da Einstein Fiction; è la prima soap opera girata interamente in Sicilia. Il suo ideatore è Wayne Doyle (già ideatore di Un posto al sole), con la collaborazione di Magda Monti e Kirsi Viglione. Il responsabile editoriale è Giovanni Minoli, direttore di Rai Educational. La location principale è un'immaginaria cittadina della costa siciliana, Lumera. La soap narra le vicende di vari protagonisti appartenenti a diverse classi sociali e dalle diverse personalità. Le riprese iniziarono nel novembre 2007: quelle esterne vennero effettuate a Porticello (una frazione di Santa Flavia) e in svariate altre location, mentre gli interni in una ex-scuola che si trova nei pressi di Termini Imerese. La serie è stata girata in HDTV.
I direttori della fotografia sono Nino Celeste, Giovanni Brescini e Diana Quiroga, e gli autori delle musiche sono Andrea Guerra, Davide Camarrone, Olivia Sellerio e Alfredo Rapetti.
Come la soap Un posto al sole (girata a Napoli), anche Agrodolce è ambientata nel Sud Italia; il suo slogan, nei promo dell'estate 2008, fu i sapori del romanzo popolare.
Di questa serie è stata realizzata una stagione, composta da 230 puntate, che è stata trasmessa in prima visione TV su Raitre dal lunedì al venerdì alle ore 20.10; la prima puntata è andata in onda lunedì 8 settembre 2008; l'ultima puntata è andata in onda venerdì 24 luglio 2009.
Dal 7 settembre 2009 al 22 gennaio 2010 Raitre ha riproposto le scene più importanti della prima stagione ne Le storie di Agrodolce - Aspettando la nuova serie. A causa di un improvviso taglio dei fondi, la produzione della seconda stagione prevista per il primo semestre del 2009, è stata sospesa, motivo per cui a settembre dello stesso anno non sono andate in onda nuove puntate.
Ma dopo poco meno di due anni, sembrava essere stata confermata la seconda stagione della serie negli ultimi mesi del 2010, con l'inizio delle riprese. Tuttavia, a fine ottobre 2011, la Rai ha dichiarato di non aver più alcuna intenzione di mandare in onda il serial che dunque si è concluso con un finale aperto.

## Lumera
Nell'immaginaria cittadina siciliana si sviluppano le vicende di diverse famiglie.

### Serio
- Carmelo è il padre famiglia, burbero e all'antica. È il ricco imprenditore (assieme al socio Federico) della Seal, società che produce microchip Wireless per cellulari cinesi. È sposato con Beatrice, ma la tradirà con Veronica Altavilla. Dopo che la moglie scoprirà tutto, si separeranno. Intanto, l'amante si innamorerà segretamente del suo figlioccio Federico, ma quando Carmelo lo scoprirà, andrà a dirgli che Veronica tradiva suo marito con lui e con un inganno lo butterà fuori dalla società. Così la donna tornerà da Carmelo, ma solo per vendicarsi: scoprendo che l'uomo è affetto da problemi cardiaci, gli farà venire un infarto facendogli vedere una scena di sesso con un amico dell'imprenditore. Veronica lo lascerà in preda ad un collasso e prenderà un aereo, lasciando un messaggio nella sua segreteria telefonica per dimostrare che lei non era mai stata a casa. Verrà in seguito trovato steso per terra dal figlio adolescente Ciccio, che lo farà portare in ospedale.
- Beatrice è la moglie di Carmelo, madre di Lucia e Ciccio. È una donna di buona famiglia dal carattere molto forte. Quando scoprirà che il marito la voleva lasciare per Veronica, andrà a vivere nella sua vecchia casa sul mare. Era amica di Veronica, finché non ha saputo la verità.
- Lucia è una trentenne laureata in medicina. Ha da sempre avuto un rapporto difficile con il padre, specie dopo che ha saputo del tradimento a sua madre. Lavora nella struttura ospedaliera del paese, dove risolverà un grave caso di malasanità di cui è responsabile il suo primario e un altro dottore. Si stava per sposare con Federico, ma perdendo la sua carta d'identità, un extracomunitario è riuscito ad entrare in Italia servendosi del documento e dicendo che la donna era sposata con lui. Lucia perdonerà l'uomo, giustificatosi del fatto che ha compiuto quel gesto solo per suo figlio. Dopo aver scoperto che Federico l'aveva tradita con la sua amica Lena, non lo sposerà ma si innamorerà del poliziotto Stefano Martorana, che in seguito lascerà per stare assieme a Lorenzo Chiaromonte.
- Francesco "Ciccio" è un adolescente di 17 anni. Ha sempre avuto un buon rapporto con i genitori. Sarà il primo a scoprire della relazione tra suo padre e Veronica. Ha da sempre un debole per Rosi Granata, ma quando si dichiarerà lei sarà già fidanzata con Rashid Bassir. Dopo la separazione dei suoi, andrà a vivere con la madre. Nell'ultima puntata della prima stagione troverà il padre per terra con un attacco cardiaco.

### Cutò
- Lena è un insegnante del Liceo Leonardo Sciascia. Nata da un padre mafioso, cercherà di mettere il fratello Tuccio sulla buona strada. È molto amica di Lucia nonostante sia stata l'amante del suo fidanzato. Si troverà al centro di un caso scolastico dove dopo aver ricevuto una grave provocazione da uno studente (Ninni Bonajuto) gli darà uno schiaffo. Solo dopo si scoprirà che era tutta una messa in scena organizzata anche dalla figlia della preside al fine di mandare via l'insegnante. Perdonerà la ragazza che confesserà tutto.
- Santi "Tuccio" è un ragazzo di circa 30 anni. È molto amico del poliziotto Stefano Martorana nonostante i suoi ex-rapporti con la mafia che lo hanno fatto entrare e uscire di galera continuamente. Si innamorerà di Eleonora Scaffidi, figlia di un mafioso. Eredita 100.000 € dal suo vecchio amico Lorenzo Chiaromonte. Nasconde un terribile segreto assieme ad Agata Martorana.

### Ruffo D'Altavilla
- Cosimo era un ricco scultore, marito di Veronica e padre di Federico. Si suiciderà dopo aver scoperto che la moglie lo tradiva con Carmelo Serio, ma anche perché era sommerso di debiti.
- Veronica è la donna della famiglia Altavilla, molto furba e interessata solo ai soldi. Oltre a tradire il marito con Carmelo, si metterà assieme al figlioccio Federico. Dopo che Carmelo lo scoprirà, andrà a dirgli della loro relazione mentre Cosimo era ancora vivo. Veronica per vendicarsi di Serio gli provocherà un infarto, facendolo assistere ad una scena di sesso con un amico dell'imprenditore.
- Federico è un giovane sui 30 anni. È socio della SEAL fino a quando Carmelo lo butta fuori con un inganno. Doveva sposarsi con Lucia, ma superate le complicazioni iniziali dovute al fatto che la donna risultava già sposata, confesserà a quella che doveva essere la sua futura moglie che l'ha tradita con Lena, chiudendo ogni possibilità di matrimonio. Si innamorerà di Veronica, sua matrigna, che caccerà fuori di casa dopo aver saputo da Carmelo della loro relazione mentre il padre era ancora vivo. Dovendo pagare i debiti del padre e trovandosi senza lavoro, dovrà affittare la sua residenza al ristoratore Lorenzo Chiaromonte. Quasi per caso conosce Patti Cammarata, con cui si fidanzerà in seguito.

### Granata
- Turi è il capofamiglia. È un pescatore e guadagna un misero stipendio. Nel contempo deve mantenere suo fratello affetto da problemi mentali, sua moglie e sua figlia. Dopo essere stato licenziato nel periodo di crisi, troverà lavoro come giardiniere nella villa di Vittoria Piccolo. In realtà la donna voleva farlo passare come colpevole dell'omicidio di suo marito, compiuto dal suo amante. Non avendo le prove per dimostrarlo, verrà arrestato, ma scapperà dalla macchina della polizia approfittando di un momento di distrazione. Verrà poi riarrestato da Rashid Bassir, che lo credeva colpevole. Questo spinge Stefano Martorana a cercare di incastrare la Piccolo per scagionare il suo amico. Dopo essere stato scagionato, Turi si ritrova comunque senza lavoro e ruba una valigia con 20.000€ a Carmelo Serio. Ma accorgendosi di ciò che ha fatto la restituirà al proprietario. Dopo qualche settimana lo zio di Rashid, Ahmed, comprerà una barca da pesca e lo metterà al comando.
- Giuseppa "Peppa" è la moglie di Turi e la madre di Rosi. Tiene molto alla famiglia e la vuole sempre unita. Dopo essere stata felice 20 anni con il marito, inizierà a provare qualcosa per Ahmed, lo zio di Rashid.
- Rosalia "Rosi" è un'adolescente di 17 anni, sempre allegra e sorridente, nonostante i problemi in famiglia. Si fidanzerà con il poliziotto Rashid Bassir.

### Martorana
- Stefano è il padre di Michele. Vive con la suocera Agata e con il bambino. Perde la moglie nel 2006 in un incidente stradale. È un poliziotto che difende sempre le giuste cause. È molto amico di Lucia, con la quale si fidanzerà, e di Tuccio.
- Agata è la suocera di Stefano. Ha un negozio di generi alimentari. Nonostante la perdita di sua figlia, ha sempre cercato di mantenere unita la famiglia, soprattutto il nipote Michele. Nasconde un segreto che riguarda la figlia. È un grande amica di Marta Randazzo.
- Michele è un bambino di 13 anni. Ama molto la nonna e questo fa sì che non senta più di tanto la mancanza di una figura materna. Ha un bel rapporto con il padre. Si innamorerà di Martina, una nuova ragazzina di Lumera.

### Randazzo
- Felice è un professore del Liceo Sciascia, fratello di Marta e molto amico di Lena. Gestisce assieme a sua sorella un agriturismo. È goffo e un po' burbero. Si metterà assieme alla prima odiata preside Anna Marin.
- Marta è una donna molto allegra e vivace. È amica di Agata e vive la sua vita con serenità, nonostante la mancanza di un compagno. Si fidanzerà con un barbone, Vincenzo Salone, che potrà sistemarsi grazie ad una vincita con un "Gratta e Vinci". Andrà a vivere a Montréal in Canada per il lavoro d'insegnante del compagno.

### Marin
- Anna è la preside del Liceo Sciascia. Prima odiata da tutti ma poi compresa. Viene da Bologna e per questo non è abituata all'aria siciliana. Alloggia nell'agriturismo Randazzo. Divorzierà dal marito ma dovrà tenersi la figlia di 18 anni, Roberta. Avrà una breve storia con Felice Randazzo ma si accorgerà di essere rimasta incinta dopo un rapporto sessuale con lo stesso.
- Roberta è la figlia di Anna. È molto diffidente e talvolta antipatica. Cercherà di far cacciare la sua insegnante d'italiano, Lena Cutò tramite un piano assicurandosi la collaborazione di Ninni Bonajuto. Si innamorerà del suo professore di educazione fisica, Claudio Silvestri.

### Bassir
- Rashid è un poliziotto italiano di origine tunisine. Rimarrà coinvolto in una sparatoria iniziata dall'amante di Vittoria Piccolo. Dopo essere stato in coma per quattro settimane, si risveglierà e si fidanzerà con Rosi Granata.
- Ahmed è lo zio di Rashid, piccolo proprietario di barche da pesca. Metterà al comando della sua nuova barca Turi Granata, e si innamorerà della moglie del pescatore, Peppa.

### Altri
- Vittoria Piccolo è una ricca donna. Volendosi separare dal marito a fini ereditari, cosa che lui non le concede, lo fa uccidere dall'amante che considerava sincero, facendo passare come capro espiatorio Turi Granata, suo giardiniere. Verrà sparata dallo stesso amante durante un conflitto a fuoco nel quale rimane coinvolto anche Rashid. Morirà dopo 3 giorni di agonia.
- Vincenzo Salone è inizialmente un barbone. Ex professore di latino, si ritrova per strada dopo essersi lasciato con la moglie. Incontra casualmente Marta Randazzo la quale dopo una diffidenza iniziale lo ospita a casa sua. Vincenzo vincerà con un "Gratta e Vinci" un ingente somma e si fidanzerà con la Randazzo. Per questioni di lavoro dovrà partire a Montréal, in Canada, e Marta partirà con lui.
- Lorenzo Chioramonte è un ricco ristoratore siciliano, che ha sempre vissuto in Germania. Tornerà in Sicilia perché scoprirà di avere il cancro e vuole passare le sue ultime settimane con i vecchi amici Stefano e Tuccio. Affitterà Palazzo Altavilla e si innamorerà di Lucia Serio, fidanzata del suo amico Stefano. In seguito Lucia scoprirà ascoltando in ospedale una conversazione, che Lorenzo ha il cancro. Dopo essersi fidanzati l'uomo sta per morire: lascia una lettera di addio e si scusa con l'amico Stefano. Inoltre regala 100.000 € a Tuccio.

## Cast artistico

### Protagonisti
| Interprete            | Personaggio                | Puntata  |
| --------------------- | -------------------------- | -------- |
| Giacinto Ferro        | Carmelo Serio              | 1 - 230  |
| Luisa Maneri          | Beatrice Serio             | 1 - 230  |
| Aurora Quattrocchi    | Ignazia Serio              | # - 230  |
| Francesca Beggio      | Lucia Serio                | 1 - 230  |
| Claudio Mazzola       | Francesco "Ciccio" Serio   | 1 - 230  |
| Claudia Fichera       | Lena Cutò                  | 1 - 230  |
| Anton Giulio Pandolfo | Gioacchino Uccellatore     | 80 - 90  |
| Alessio Vassallo      | Santi "Tuccio" Cutò        | 1 - 229  |
| Luca Barreca          | Federico Ruffo d'Altavilla | 1 - 229  |
| Grazia Schiavo        | Veronica Ruffo d'Altavilla | 10 - 230 |
| Orio Scaduto          | Turi Granata               | 1 - 230  |
| Loredana Marino       | Giuseppa "Peppa" Granata   | 1 - 230  |
| Marta Lunetta         | Rosalia "Rosi" Granata     | 1 - 230  |
| Ernesto Maria Ponte   | Ermanno Granata            | 1 - 230  |
| Vincenzo Ferrera      | Stefano Martorana          | 2 - 229  |
| Angelo Pardo          | Michele Martorana          | 2 - 229  |
| Ileana Riganò         | Agata Messina              | 2 - 229  |
| Guia Jelo             | Marta Randazzo             | 2 - 21X  |
| Massimo De Lorenzo    | Felice Randazzo            | 1 - 229  |
| David Sef             | Rashid Bassir              | 3 - 230  |

### Altri interpreti
Tra gli altri interpreti figurano:
- Giuseppe Lanza di Scalea: Cosimo Ruffo D'Altavilla - dalla puntata 1 alla 40
- Alessio Barone : Graziano Maddalena (infermiere) - dalla puntata 150
- Giuseppe Di Maura: Vice questore
- Lorenzo Patanè: Lorenzo - dalla puntata 177 alla 225
- Roberto Burgio: Mariano Scaffidi
- Marco Correnti: Andrea Zacco - dalla puntata 1 alla 67
- Luca Giliberto: Alberto Di Muro
- Bruno Crucitti: Vincenzo Salone
- Leonardo De Carmine: Carlo Maria Pisano
- Gesualdo Failla: Rinaldo Bonajuto
- Hamdi Hadjali: Karim
- Djibril Kébé: Kafi Musa Rahhal
- Valentino Khodabocus: Gedia Musa Rahhal
- Gabriello Montemagno: Guglielmo Altavilla
- Marcello Mordino: Marcello
- Cocò Gulotta: Paolo Firrigno
- Fabrizio Romagnoli: Ramon Casablanca
- Hossein Taheri: Ahmed Bassir - fino alla puntata 230
- Barbara Tabita: Gemma - dalla puntata 40 alla 65
- Carlotta Miti: Anna Marin - dalla puntata 75
- Rosalba Battaglia: Maria Minniti - dalla puntata 78 alla 132
- Miriam Dalmazio: Roberta, figlia di Anna Marin - dalla puntata 98
- Lorena Cacciatore: Eleonora Scaffidi - dalla puntata 98
- Ludovico Vitrano: Claudio Silvestri - dalla puntata 119
- Ugo Bentivegna: Saro Scaffidi - dalla puntata 152
- Elisa Sciuto: Patti - dalla puntata 223
- Anton Giulio Pandolfo: Gioacchino Uccellatore
- Stefania Blandeburgo : Liliana Fida
- Marco Li Vigni: Calogero Patanè (chef del ristorante Fichi d'India)

### Guest star
- Serena Autieri ha interpretato Chiara Miele in alcuni episodi del settembre 2008.
- Pino Caruso ha interpretato Bartolo Giacalone in alcuni episodi di giugno e luglio 2009.

## Promozione
Lunedì 8 settembre 2008 alle ore 8.05, Raitre ha trasmesso la puntata de La Storia siamo noi, programma televisivo di Giovanni Minoli prodotto da Rai Educational, interamente dedicata ad Agrodolce, con il dietrolequinte, interviste ad alcuni componenti del cast artistico e tecnico, e spezzoni tratti dalle puntate della serie.

## Accoglienza
Esattamente un mese dopo il debutto di Agrodolce, i dati Auditel registravano, a livello nazionale, una media di audience di 1.000.000 di telespettatori, con uno share del 5%. Come ha ammesso lo stesso Giovanni Minoli nel programma di Raitre Tv Talk, questi dati oggettivamente non sono molto buoni, tuttavia bisogna notare che, nonostante sia fortemente radicato nel territorio siciliano, il prodotto è riuscito a farsi apprezzare un po' in tutta Italia, e in particolare nel Trentino-Alto Adige, dove si registra, a livello regionale, una media di share dell'11%.
Minoli auspicava una costante crescita degli ascolti, tuttavia i risultati sono rimasti stazionari nel corso dei mesi successivi. Complessivamente, i dati riscontrati vennero giudicati insufficienti per una soap opera autoprodotta. Ciò comportò la cancellazione prematura della soap opera, che si è conclusa senza un vero finale.
Alessio Vassallo, Miriam Dalmazio e Lorena Cacciatore, all'epoca poco noti, hanno poi proseguito una rilevante carriera nel mondo dello spettacolo italiano.